# Dope (Lady Gaga-dal)
A Dope Lady Gaga amerikai énekesnő Artpop című harmadik nagylemezének egyik dala. 2013. november 4-én jelent meg az Interscope Records kiadó gondozásában a Venus-t követően az album második promóciós kislemezeként. A dal szerzője Gaga, Paul "DJ White Shadow" Blair, Nick Monson és Dino Zisis voltak, míg a produceri munkát Gaga Rick Rubinnal végezte. Miután az énekesnő csípőműtéten esett át és le kellett mondania a Born This Way Ball turnéját, Gaga drogfüggő lett, ami segített neki enyhíteni a műtét fájdalmait és megbirkózni azzal az időszakkal, amíg nem tudott dolgozni. A Dope erről a függőségről szól, és egy korábban a rajongóinak készített dalból fejlődött tovább. Azért került fel az Artpopra, mert Gaga úgy érezte, hogy az albumnak szüksége van egy önéletrajzi jellegű dalra.
A szám pozitív kritikákat kapott, a zenekritikusok főként az egyszerű produceri munkát, a dalszerzést és Gaga vokálját dicsérték. Az elektronikus rock műfajba sorolható, illetve az ír népballadák siratóihoz hasonlatos Dope egy keserédes dal, amely egy sötét téma köré épült. Minimalista produceri munkával rendelkezik, Gaga vokálját pedig egy részeges, összefolyó stílusban adta elő. Dalszövegét tekintve kábítószerekkel való visszaélésről és egy rég elvesztett szeretőhöz való vágyódásról szól. A szám megjelenését megelőzően Gaga feltöltött magáról egy képet az Instagramra, amin egy DOPE felirattal rendelkező baseballsapkát visel. A dalszöveg egy részletét is odaírta a képhez, ami kiváltotta a közösségi média honlap aggódását. A kislemezborítón Gaga egy nagy méretű blézert visel, arcát egy kalappal és egy grill-lel takarja, amitől a fogai nagyobbnak tűnnek. A különböző média weboldalak a képet „furcsának” találták és különböző horrorfilmekhez hasonlították.
Gaga előadta a dalt a 2013-as YouTube Music Awards-on, ahol egy piros inget viselt és zongorán játszott, miközben sírva fakadt. Az előadást zenei szempontból dicsérték az érzelmi töltete miatt. Megjelenését követően a Dope első lett Magyarországon és Spanyolországban, míg az első tíz közé került Belgiumban, Franciaországban, Görögországban, Olaszországban és Luxemburgban. A YouTube Music Awards-os fellépés streamjeinek segítségével a Dope lett Gaga tizenharmadik Top 10-es slágere a Billboard Hot 100-on a nyolcadik helyével, így ez lett karrierje addigi legelőkelőbb helyen szereplő promóciós kislemeze.

## Háttér és dalszerzés

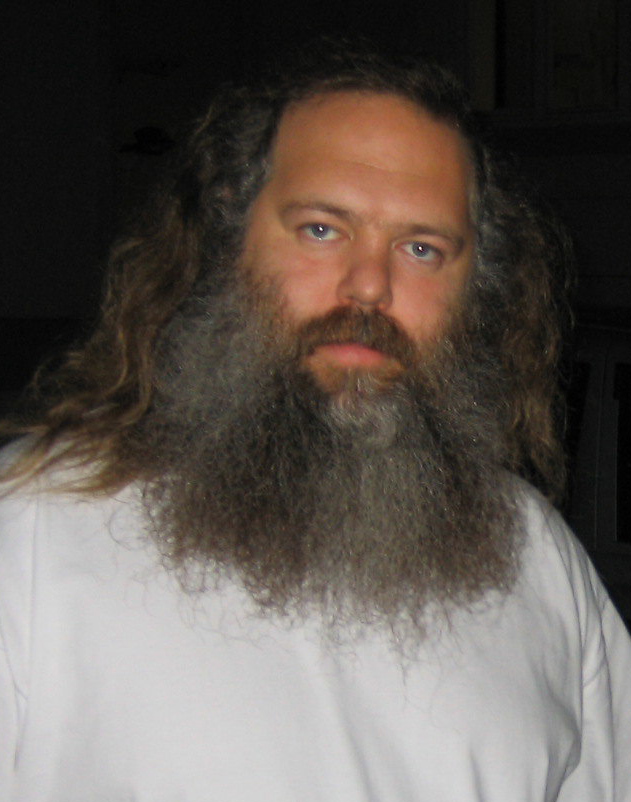
Rick Rubin volt a dal egyik producere Gaga mellett

Miután Gaga 2013 februárjában labrumszakadást szenvedett jobb csípőjében a Born This Way Ball turnéja alatt, mellyel a 2011-es Born This Way című második nagylemezét népszerűsítette, le kellett mondania a turné hátralévő koncertjeit és műtéten esett át. Ezután a következő hat hónapban pihennie kellett. Az énekesnő később az Attitude magazinnak elmondta, hogy komoly marihuána függősége volt ezen időszak alatt, mert így tudta csak elviselni a műtétből fakadó fájdalmakat. „Volt, hogy sikerült leszoknom, aztán visszatért, aztán leszoktam és visszatért,” vallotta be Gaga, majd hozzátette, hogy az élete egy füsttel teli körforgás lett: alvás, éneklés, rágyújtás. Mivel le kellett mondania a koncertjeit és kényszerszabadságra került, Gaga elkezdett dolgozni az Artpop dalain:

„Egyre csak elkábítottam, elkábítottam és elkábítottam magam, majd kialudtam, aztán színpadra léptem, fájdalmak közepette tettem oda magam, aztán a színpadról lelépve rágyújtottam és rágyújtottam, nem is tudva mi az a fájdalom. Bassza meg ha tudom, hogy mi fáj a legjobban.”
– Gaga a kábítószerfüggőségéről

Miután visszatért az Applause című kislemezével az albumról, Gaga előadott néhány dalt a lemezről az iTunes Festivalon Londonban 2013 szeptemberében. Az egyik dal I Wanna Be with You címen került bemutatásra, és akusztikus változatban adta elő a fesztiválon. Gaga azt mondta a dalról, hogy a rajongói számára készült óda, és arról szól, hogy mennyire hiányoztak neki a műtétből való felépülés során. A dalt később átnevezte Dope-nak, amit Gaga, Paul "DJ White Shadow" Blair, Dino Zisis és Nick Monson szereztek, illetve Gaga és Rick Rubin voltak a producerei. A Gaga által elektronikus balladaként leírt Dope-ról elmondta, hogy „egy rajongói dal továbbfejlődése, amely mély vallomássá vált számára.” A brit Kiss FM-mel készült interjúban Gaga elárulta, hogy a Dope volt az eddigi legszemélyesebb dala, amit valaha készített. Mivel úgy érezte, hogy az albumnak szüksége van valami önéletrajzi stílusú dalra, amiben megvallhatja érzéseit és megmutathatja sebezhető oldalát, Gaga Rubinnal kezdett dolgozni, aki hagyta, hogy olyan legyen a dal, amilyennek az énekesnő szeretné, és Rubin maga csak asszisztált a felvételek során. A férfi felkereste Gagát, amíg pihennie kellett és nem dolgozhatott, hogy megcsinálja a szám produceri munkáját. Gaga megbeszélte Paul "DJ White Shadow" Blair-rel, az Artpop fő producerével, és aztán úgy döntött, hogy elfogadja Rubin segítségét. „A Dope valójában arról szól, hogy többféle függőséggel küzdök fiatalkorom óta,” magyarázta el az interjúban.

## Felvételek és kompozíció
A Dope-ot a kaliforniai Malibuban található Shangri-La Studios-ban vették fel Jason Lader, Ryan Hewitt és Sean Oakley közreműködésével. Lader dolgozott a dal digitális hangszerkesztésén és billentyűs hangszereken is játszott. Bill Malina a számhoz további felvételi feladatokat végzett Chicagóban a CRC Recording Studios-ban Steve Faye-jel. A Dope hangkeverését Manny Marroquin a Larrabee Sound Studios-ban, Észak-Hollywood-ban, Kaliforniában csinálta Chris Galland és Delbert Bowers segítségével, illetve további hangkeverést Andrew Scheps a Punker-Pad Mobile Studios-ban végzett. A Dope egyéb hangszerelését tekintve Gaga zongorázott, Adam MacDougall pedig Laderhez hasonlóan egyéb billentyűs hangszereket szólaltatott meg. Végül Gene Grimaldi dolgozott a szám maszterelésén a kaliforniai Burbankben található Oasis Mastering Studios-ban. A Musicnotes.com által közzétett partitúra szerint a Dope 4/4-es ütemben íródott és mérsékelt tempójú 66-os percenkénti leütésszámmal rendelkezik.. E♭-molban szerezték, Gaga hangterjedelme pedig D3-tól E♭5-ig terjed. A dal akkordmenete Cm–B♭–A♭–B♭–Cm–B♭.
A Slant Magazine-tól Sal Cinquemani szerint a Dope egy elektronikus rock sirató, ami a rue ír népballadához hasonlatos. A Rolling Stone szerint a Dope Gaga sötét, komor hangulatát mutatja be, miközben zongorán játszik és énekli a szöveget. A dalt részeges hatású, összefolyó beszédstílusú vokállal kezdi, és azt énekli: „I promise this drink is my last one / I know I fucked up again / Because I lost my only friend” (»Ígérem, ez az ital az utolsó / Tudom, hogy megint elbasztam / Mert elvesztettem az egyetlen barátomat«). A kompozíció és a számhoz kapcsolódó zenei elemek Gaga saját, 2011-es Born This Way albumának Hair című dalára emlékeztet merengő természetével. Emellett Rihanna 2013-as Stay című dalára hasonlít a zongora vezérelte dallamával és az erőteljes vokál miatt. Olyan mint a színházi zene, de zenei műfajtól mentes. Nincs benne sok hangszerelés az énekesnő hangja mellett, kivéve zongorahangok és távoli szintik, amivel Gaga éneklése kerül a központba a Dope-ban. Annak érdekében, hogy a produceri munka bizalmas stílusú és érzelmes legyen, Rubin nem javított Gaga vokáljának hangmagasságán, amit Jon Pareles jegyzett meg a The New York Times-tól.
Dalszövegében kábítószerrel való visszaélésről és egy rég elvesztett szeretőhöz való vágyódásról szól, aki fontosabb számára a drogoknál. „Just one last puff and two last regrets/Three spirits and 12 lonely steps” (»Csak egy utolsó slukk és két utolsó megbánás/Három lélek és tizenkét magányos lépés«), énekli Gaga, mielőtt a hook-hoz ér „I need you more than dope” (»Jobban kellesz mint a drog«). A dalszöveg arról beszél, hogy az énekesnő rég elvesztett kedvesét jobban akarja, mint amennyire a kábítószerekre vágyik. A Fuse-tól Joe Lynch szerint a Dope Gaga egyik legszemélyesebb dala. Az olyan sorokkal, mint „I promise this drink is my last one / I know I fucked up again / Because I lost my only friend”, Lynch úgy vélte, hogy Gaga korábbi asszisztensére, Jennifer O'Neil-ra utal, aki hónapokkal előtte bírósághoz fordult, mert vádai szerint az énekesnő nem fizette ki túlóráit.

## Megjelenés és borító

Gaga egy olyan baseballsapkát viselt, amin a fenti NASA logo szerepelt de a DOPE szóval ellátva. A dal előadása során is viselte a sapkát.

Gaga két kézzel írt jegyzetet osztott meg a Dope dalszövegéből az Instagram közösségi oldalon. A verzék kábítószerezéssel kapcsolatos sorokat tartalmaztak, mint például „Been hurtin' low from living high, Toast one last puff and two last regrets” és „each day I cry, I feel so low, from living high”, és ezekhez a #DOPE  hashtaget is odaírta. A képek aggodalmat váltottak ki az Instagramtól, akik úgy érezték, hogy Gagának segítségre van szüksége, és úgy döntöttek, hogy felveszik vele a kapcsolatot. A következő üzenetet küldték el az énekesnőnek: „Szia, az Instagram közösségének tagjai aggódnak a jólétedet illetően a posztjaid után amiket megosztottál. Azért írunk neked, hogy biztosítsunk számodra néhány fontos biztonsági információt.” Gaga gúnyosan válaszolt az üzenetre, eloszlatta az aggodalmakat és a Twitter fiókján posztolt a közösségi oldaltól kapott üzenetről. Az Artpop teljes számlistájának bemutatása során Gaga feltöltött magáról egy képet az Instagramra, amin egy olyan baseballsapkát visel, amire a NASA emblémája volt feldíszítve annyi különbséggel, hogy a NASA szó ki lett cserélve a DOPE szóra.
2013. október 31-én Gaga Twitterén keresztül jelentette be, hogy a Dope lesz az utolsó dal, amit meg lehet vásárolni digitális letöltésként az Artpop megjelenése előtt november 4-én. A kislemez borítója szintén bemutatásra került, amin Gaga látható egy fekete lógós kalapban, barna haja a vállára omlott, illetve egy túlméretezett „dobozszerű” kétsoros blézert, áttetsző alsóneműt, egyik lábán fekete bőrcsizmát és egy grill fogékszert viselt, amitől a fogai nagyobbnak tűntek. Szemeit egy sál takarta és zúzódások láthatóak a hasán és az ágyéka körüli területén. Az Idolator egyik munkatársa, Mike Wass úgy vélekedett a borítóról, hogy egy „Frankenstein és Michael Jackson közti keresztezés”. Matthew Jacobs a The Huffington Post-tól úgy gondolta, hogy a borító viszonylag visszafogott az Artpop korábbi kislemezeinek borítóihoz képest. John Walker az MTV News-tól a képet Tim Burton rendező munkáihoz hasonlította és „rémisztőnek” nevezte. Szerinte Gaga arca és a grillje „egy rég eltemetett titánba foglalt íny nélküli koponya fogaira emlékeztet”, és úgy vélte, hogy kezei és lábai protézisek voltak. Walker összegezve végül azt írta, hogy a borító Janet Jackson énekesnő hírhedt 1993-as Rolling Stone magazinos címlapjának „teljes ellentétben álló” változatára emlékezteti. Lily Harrison az E! Online-tól dicsérte Gagát, hogy a grillek divatját „egy egészen új szintre” emeli. Ezen kívül elismerően írt arról is, hogy az énekesnő képes volt megmutatni vékony testalkatát a „furcsa ruhaegyüttes” ellenére is. A Metro egyik írója úgy érezte, hogy az énekesnő „különösebb mint valaha” a borítóképen. Emma Kelly a Daily Star-tól a borítót „hátborzongatóbbnak” nevezte, mint bármilyen horrorfilm, és szerinte a széles kabáttól az énekesnő úgy nézett ki, mint egy rögbijátékos. A digitálisan megváltoztatott mosolyát a kislemezborítón az elektronikus zenét játszó Aphex Twin 1997-es Come To Daddy című EP-jének borítójához hasonlította, amin szintén felnagyított fogak voltak láthatóak. A Refinery29 divatoldaltól Leila Brillson úgy érezte, hogy a borító inkább egy szürrealista húzás volt Gagától, hogy úgy nézzen ki mint a Gorillaz virtuális együttes „lidércnyomásszerű” verziója. Brillson számára az sem volt világos, hogy a zúzódásoknak volt-e közük a dalhoz.

## Kritikusi fogadtatás
Sal Cinquemani a Slant Magazine-től eredetileg negatívan értékelte az iTunes Festivalon előadott változatot az „unalmas” alapjáért és „kezdetleges” dallamáért, de pozitívan reagált az Artpopra került új verzióra, amiről azt írta: „Gaga nyíltan beszélt az állítólagos függőséggel való küzdelméről, és attól függetlenül, hogy az énekesnő számára ez csak egy újabb ruhadarab amit magára vehet vagy sem, lényegében sikerült megírnia egy meggyőző himnuszt a megbánásról.” Az Idolator cikkírója, Christina Lee úgy vélte, hogy a Dope-pal Gagának sikerült egy új módot találnia arra, hogy megmutassa minimalista oldalát, és dicsérte az énekesnő vokálját a dalban. Michael Cragg a The Guardian-től, aki megjelenés előtt már meghallgathatta az Artpopot, úgy érezte, hogy a dal az album érzelmi tetőpontja volt, és a lemez „egyetlen igazi nyugodt pillanatának” és „legérzékenyebb pillanatának” nevezte. Mindazonáltal Cragg szkeptikus volt az „I need you more than dope” („Jobban kellesz mint a drog”) sorral kapcsolatban, amit nem talált egy túlzottan lenyűgöző összehasonlításnak. Jon Pareles a The New York Times-tól azt gondolta, hogy a Dope hasonlít Elton John énekes zongorás balladáihoz.
Georgina Littlejohn az Entertainmentwise-tól azt írta a számról, hogy „egy szenvedélyes szerelmes dal ami bebizonyítja, hogy Gaga legalább annyira dalszerző mint előadóművész.” Alex Young a Consequence of Sound-tól dicsérte Gaga vokálját, és a számot „az Artpopról addig megjelentek közül messze a legjobbnak” találta. Jason Lipshutz a Billboard-tól úgy vélte, hogy a Dope egy „Broadwayen is vastapsot kapó” dal lenne majd hozzátette, hogy „Gaga megtört énekhangja briliáns és szívszaggató”. Jim Farber a New York Daily News-tól úgy érezte, hogy „a dal szövegében egy súlyos helyzet” került kifejezésre, azonban „előadásmódjában csak színlelt harciasság került bemutatásra”. Bradley Stern a MuuMuse-tól a „siránkozó zongoraballadát” az egyik leggyengébb számnak találta az Artpopon. Kory Grow a Rolling Stone-tól úgy gondolta, hogy a Dope érzelmi csúcspontja a refrénje és egyben fordulópont a dalban. Az Artpopról készített kritikájában Jerry Shriver a USA Today-től annyit jegyzett meg, hogy a hangos zenével rendelkező dalok között a Dope-ról úgy tűnt, mintha egy „túlzott erőlködés” lenne azért, hogy a lemez tempójában némi változást tudjanak előidézni. Leila Brilson a Refinery29-tól úgy vélte, hogy Gaga a Dope-pal az „operai hangját” helyezte előtérbe; a dal önmagában egy szívmarcangoló ballada és egy felejthetetlen pillanat az Artpopon. Egyetértett ezzel Spencer Kornhaber a The Atlantic-től, aki hozzátette, hogy a dal egy „melodrámaszerű zongoraballada”. A London Evening Standard írója John Aizlewood kritizálta a dalt a szövegének alázatossága miatt, ami szemben áll Gaga bátorító jellegű üzeneteivel. Szintén negatív véleményt fogalmazott meg Chris Bosman a Time-tól, aki azt írta, hogy habár a Dope volt Gaga diszkográfiájának „leginkább felhajtástól mentes” kiadása, „a hatás erőteljesebb lenne, ha a Dope-ban nem lenne benne minden fájdalmas zongoraballada klisé (és nem szerepelne benne a nevetségesen kínos »I need you more than dope« sor).”

## Kereskedelmi fogadtatás
A Dope a 60. helyen debütált az amerikai Hot Digital Songs listán 30 000 letöltéssel 2013. november 23-án. A dal emellett a nyolcadik helyen nyitott a Billboard Hot 100-on, amivel az énekesnő tizenharmadik száma lett, amely az első tíz közé tudott kerülni, illetve az eddig legelőkelőbb helyezést elért promóciós kislemeze. A Dope alacsony eladási számai az iTunes Store „Complete My Album” programjának volt köszönhető, aminél a vásárlóknak lehetőségük nyílt arra, hogy megvegyék a teljes albumot, így a korábban letöltött dalok eladását levonták a heti összesített eladási adatokból. Az alacsony eladások ellenére elért magas pozícióban való debütálás a dal magas, 8,2 milliós streamjével jöhetett létre. Ezzel a Dope az első helyen nyitott a Billboard Streaming Songs listáján, ami része a Hot 100-nak. Az online streamek körülbelül 95%-a Gaga YouTube Music Awards-os fellépéséből feltöltött videójának megtekintéseiből tevődött össze, ahol a Dope-pal lépett fel. Gaga a Just Dance-szel 2008. december 6-án elért első top tízes eredménye óta összesen 13 alkalommal került a top 10-be, aminél többet csak Taylor Swift tudott bemutatni ugyanezen időszak alatt 14 top 10-es slágerével, míg Bruno Mars-nak és Katy Perry-nek 11-et sikerült megszerezni ezalatt. A következő héten a Dope a 71. helyre zuhant a Hot 100-on.
Az ausztrál kislemezlistán a Dope a 34. helyen nyitott 2013. november 9-én. Új-Zélandon a 20. pozícióban debütált a hivatalos slágerlistán a 2013. november 11-ei héten, míg az ír kislemezlistán a 12. helyen kezdett. Az Artpop megjelenését követően a Dope-nak sikerült debütálnia a brit kislemezlistán is a 124. helyen 1666 eladott digitális kópiával. A Kaon adatai alapján 10 218 darabot adtak el a dalból Dél-Koreában. A Dope legjobb helyezését Magyarországon a Single (track) Top 40 listán és Spanyolországban érte el, ahol a slágerlisták első helyére került. Ezen kívül még az első tízbe tudott jutni Belgiumban, Franciaországban, Görögországban, Olaszországban és Luxemburgban.

## Élő előadások

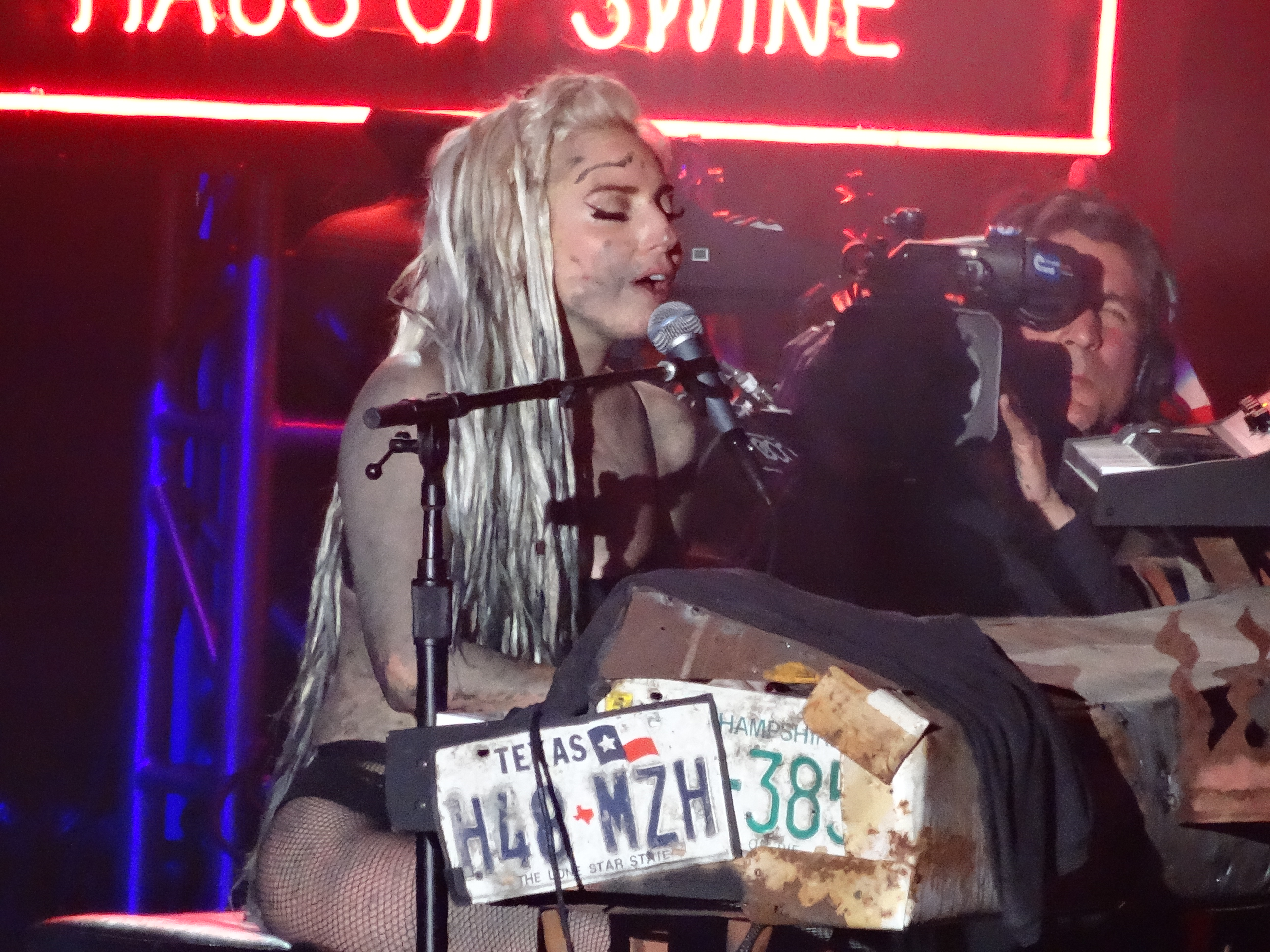
Lady Gaga a Dope előadása közben 2014-ben a South by Southwest-en

Gaga előadta a dalt a 2013-as YouTube Music Awards-on 2013. november 3-án. A rendezvény vörös szőnyegén ugyanazt a rothadó, sárga fogsort viselte, amit a kislemez borítóján is. John Walker az MTV News-tól Gaga kinézetét elemezte, és véleménye szerint Tim Burton 1988-as Beetlejuice – Kísértethistória című fantasyfilmjében látható kígyó, a DC Comics-ból ismert Madárijesztő és Marilyn Manson rocker kombinációja. Az énekesnő a fellépés során egy flanelinget és egy DOPE feliratú baseballsapkát viselt, ami a NASA szimbólumához hasonlított. Ezen kívül természetes hajával, arcán smink nélkül jelent meg. Zongorás változatban énekelte el a Dope-ot bármilyen egyéb hangszer használata nélkül, könnyei pedig végigfolytak az arcán. Gaga miközben elhagyta a színpadot kezet rázott a közönség tagjaival, többeket pedig meg is ölelt.
Gil Kaufman az MTV News-tól az előadást „elgondolkodtatónak” találta, majd hozzátette, hogy „Gagára lehet hagyni, hogy valami teljesen más irányba menjen a show hangulatához képest”. Jon Caramanica a The New York Times-tól dicsérte Gaga „eddigi legkönnyebben emészthető” fellépését amiért „kontrollált és fókuszált” volt, és semmilyen hibát nem vétett a fellépés során. A Spin magazin egyik írásában az est legkendőzetlenebb előadásának nevezték. Ezzel szemben Jason Lipshutz a Billboard-tól kritizálta az előadást, mivel szerinte „nem sikerült olyan elképesztően érzelmesnek lennie, mint amennyire olyan kétségbeesetten megérdemelte volna”. Úgy vélte, hogy habár Spike Jonze és Chris Milk rendezők folyamatosan Gaga könnyáztatta arcára helyezték a figyelmet, hogy ezzel egy meghitt érzést váltsanak ki, a közönség sikongatása tönkretette a performanszot.
2013 novemberében Gaga ArtRave néven egy kétnapos eseményt rendezett, amivel az Artpop megjelenését ünnepelték, és itt is előadta a zongoránál a Dope-ot. Az előadást megelőzően a saját drogokkal és alkohollal kapcsolatos tapasztalatairól beszélt, és hogy miként sikerült legyőznie a függőséget. Néhány nappal később megjelent a The Howard Stern Show-ban, ahol ismét zongorás verzióban énekelte el a dalt. 2013. december 6-án előadta a Dope-ot és az Artpop második kislemezének, a Do What U Want-nak is egy akusztikos változatát az Alan Carr: Chatty Man című show-műsorban. 2014 márciusában elénekelte a számot a South by Southwest-en (SXSW), ahol szőke mű rasztahajat viselt.
A Dope később felkerült az énekesnő Lady Gaga Live at Roseland Ballroom című rezidencia koncertsorozatának számlistájára. Gaga a dalt egy szélen lévő kisebb színpadon található zongoránál adta elő. A díszlet New York City Lower East Side részére emlékeztetett, és neon felirattal az szerepelt a háttérben, hogy „176 Stanton Street”, ami Gaga régi lakásának címe volt. Az ArtRave: The Artpop Ball című 2014-es világ körüli turnéján Gaga a Dope-ot egy műanyag jégkristály hegybe rejtett zongoránál adta elő. Az előadás előtt a Dope-ot azoknak ajánlotta, akik „függőséggel vagy mentális problémákkal” küzdenek.

## Közreműködők és menedzsment

### Menedzsment
- Felvételek: Shangri-La Studios, Malibu, Kalifornia és CRC Recording Studios, Chicago, Illinois
- Stefani Germanotta P/K/A Lady Gaga (BMI) Sony ATV Songs LLC / Haus of Gaga Publishing, LLC / GloJoe Music Inc. (BMI), Maxwell and Carter Publishing, LLC (ASCAP)

### Közreműködők
| - Lady Gaga – dalszerzés, vokál, producer, zongora - Rick Rubin – producer - Paul "DJ White Shadow" Blair – dalszerzés - Nick Monson – dalszerzés - Dino Zisis – dalszerzés - Jason Lader – felvételek, digitális hangszerkesztés, billentyűs hangszerek - Ryan Hewitt – felvételek - Sean Oakley – felvételek - Eric Lynn – felvételi asszisztens - Joshua Smith – felvételi asszisztens - Dave "Squirrel" Covell – felvételi asszisztens | - Bill Malina – további felvételek - Steve Faye – felvételi asszisztens - Manny Marroquin – hangkeverés a Larrabee Sound Studios-ban, Észak-Hollywoodban, Kaliforniában - Chris Galland – hangkeverési asszisztens - Delbert Bowers – hangkeverési asszisztens - Andrew Scheps – további hangkeverés a Punker-Pad Mobile-ban - Adam MacDougall – billentyűs hangszerek - Ivy Skoff – felek közötti szerződés ügyintézése - Gene Grimaldi – maszterelés az Oasis Mastering Studios-ban, Burbank-ben, Kaliforniában |

A következő közreműködők listája az Artpop albumon található CD füzetkében található.

## Slágerlistás helyezések
| Slágerlisták (2013)                  | Legjobb helyezés |
| ------------------------------------ | ---------------- |
| Ausztrália (ARIA)                    | 34               |
| Ausztria (Ö3 Austria Top 40)         | 28               |
| Belgium (Ultratop 50 Flanders)       | 18               |
| Belgium (Ultratop 50 Wallonia)       | 5                |
| Kanada (Canadian Hot 100)            | 96               |
| Dánia (Tracklisten Top 40)           | 28               |
| Finnország (Latauslista)             | 3                |
| Franciaország (Single Top 100)       | 8                |
| Németország (Media Control Charts)   | 34               |
| Görög digitális lista (Billboard)    | 2                |
| Magyarország (Single Top 40)         | 1                |
| Írország (IRMA)                      | 12               |
| Olaszország (FIMI)                   | 5                |
| Luxembourg Digital Songs (Billboard) | 9                |
| Hollandia (Single Top 100)           | 30               |
| Új-Zéland (Recorded Music NZ)        | 20               |
| Portugál digitális lista (Billboard) | 27               |
| South Korea (Gaon)                   | 22               |
| Spanyolország (PROMUSICAE)           | 1                |
| Svájc (Schweizer Hitparade)          | 15               |
| UK Singles (Official Charts Company) | 124              |
| US Billboard Hot 100                 | 8                |

## Fordítás
- Ez a szócikk részben vagy egészben  a   Dope (Lady Gaga song) című angol Wikipédia-szócikk fordításán alapul.  Az eredeti cikk szerkesztőit annak laptörténete sorolja fel. Ez a jelzés csupán a megfogalmazás eredetét és a szerzői jogokat jelzi, nem szolgál a cikkben szereplő információk forrásmegjelöléseként.